# Charlotte Christine de Brunswick-Lüneburg
Charlotte Christine Sophie (28 august 1694 – 2 noiembrie 1715), a fost soția Țareviciului Alexei Petrovici al Rusiei. Ea a fost fiica Ducelui Ludwig Rudolf de Brunswick-Lüneburg și a Prințesei Christine Louise de Oettingen-Oettingen.

## Biografie
Charlotte Christine a crescut la curtea regelui polonez August al II-lea, a cărui soție Christiane Eberhardine de Brandenburg-Bayreuth era ruda ei îndepărtată și totodată nașa ei. Ea a primit o bună educație pentru acele timpuri. La sfârșitul anului 1709, Țarul Petru cel Mare al Rusiei și-a trimis fiul Alexei la Dresda pentru a-și finaliza educația. Acolo el a întâlnit-o pe Charlotte pentru prima dată. Țarul o considera o partidă bună pentru fiul său deoarece sora ei mai mare, Eliaabeta Christine era măritată cu împăratul Carol al VI-lea, și ajutorul Austriei în viitoarele lupte contra turcilor era apreciat de către diplomații ruși.

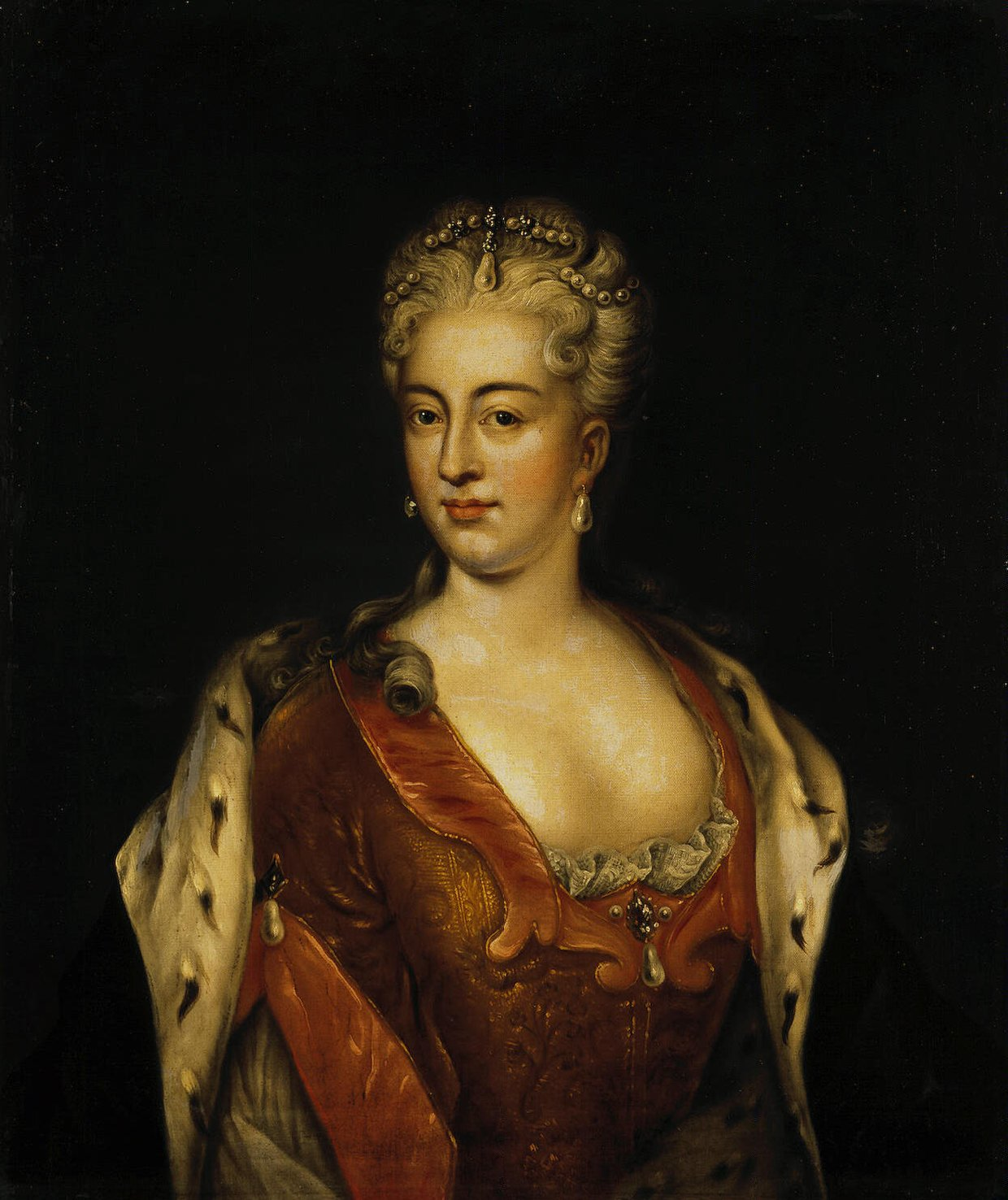
Charlotte Christine de Brunswick-Lüneburg, portret aflat la Ermitaj

La 25 octombrie 1711 la Torgau, Charlotte Christine s-a căsătorit cu Țareviciul Alexei, fiul cel mare și moștenitorul Țarului Petru I al Rusiei cu prima lui soție Eudoxia Lopukhina. I s-a permis să-ți păstreze credința luterană însă copiii urmau să crească în religia ortodoxă. Această căsătorie a fost prima care a rupt vechea tradiție a familiei imperiale ruse de a se căsători numai cu femei din nobilimea rusă. Astfel, Charlotte a fost primul membru al familiei imperiale rus care a venit dintr-o dinastie europeană străină de la Zoe Palaiologina. În 1713 a sosit în Rusia.
Charlotte s-a bucurat de favoarea Țarului Petru cel Mare, dar a trăit o viață izolată, cu propria curte care era alcătuită aproape în întregime din străini și condusă de Juliana Luise von Ostfriesland. La început, căsătoria ei cu Alexei a fost fericită, dar curând bețiile lui Alexei au început să tulbure relația lor. El a avut, de asemenea, o relație deschisă cu Efrosinia Feodorov, care a început în timpul vieții Charlottei și a continuat după moartea ei. Charlotte a găsit o consolare în nașterea unei fiice, Natalia, și a unui fiu, viitorul Petru al II-lea al Rusiei. Charlotte a murit la câteva zile după nașterea fiului ei. Atât fiica cât și fiul ei au murit fără moștenitori.